# Kováts Gyula (jogász)
Keveházi Kováts Gyula (Pest, 1849. január 28. – Budapest, 1935. szeptember 30.) jogász, egyházjogász, a Magyar Tudományos Akadémia rendes tagja. A 19–20. századok fordulójának elméleti tanulmányaiban és gyakorlati jogalkotói munkásságában is kiemelkedő jelentőségű egyházjogásza volt, elsősorban a házasság jogtörténeti múltjának feltárása fűződik a nevéhez. 1888 és 1928 között a budapesti tudományegyetem egyházjogi tanszékének vezetője volt. A keveházi nemesi előnevet 1903-ban vette fel, ezt követően publikált Keveházi Kováts Gyula vagy K. Kováts Gyula néven is.

## Életútja
Szülei Kováts Péter és Reviczki Terézia. Középiskoláit a pesti Egyetemi Katolikus Gimnáziumban végezte, majd 1867 és 1871 között jogi tanulmányokat folytatott a Pesti Egyetemen, ahol 1872-ben szerezte meg jogtudományi doktori oklevelét. 1872–1873-ban a pesti királyi törvényszéken volt aljegyző, majd a budapesti királyi ítélőtáblán dolgozott fogalmazóként. 1873-ban sikeres ügyvédi vizsgát tett Budapesten, s ezt követően saját ügyvédi irodájában folytatott magánpraxist. 1883-ban a budapesti királyi ítélőtáblára nevezték ki pótbírónak, ahol 1887-től rendes bíróként tevékenykedett. Ezzel egyidejűleg, 1882-ben egyházjogból habilitált a Budapesti Tudományegyetemen, s a tárgykör magántanára lett. 1888-ban az egyházjog nyilvános rendes tanárává nevezték ki, egyúttal 1895–1896-ban és 1911–1912-ben a jog- és államtudományi kar dékáni, 1913–1914-ben pedig az egyetem rektori tisztét is betöltötte. 1919 márciusában a Tanácsköztársaság kormánya nyugdíjazta, de a tanácskormány leverését követően, 1919 szeptemberében visszakapta tanszékét, ahol 1928-as nyugdíjazásáig folytatta az oktatótevékenységet. Felesége Hekler Márta volt.

## Munkássága
Tudományos érdeklődése elsősorban az egyházjogra és a polgári jog egyes területeire, valamint e kettő érintkezési területén található jogi problémákra irányult. Behatóan vizsgálta az egyházi hatáskörbe tartozó házasság intézményének művelődéstörténeti múltját, a szokásjogban és a rendi jogban századokon keresztül betöltött szerepét. Kutatásaiban kiemelt figyelemmel fordult a házaspárok természetben fizetendő egyházi adója, a párbér múltja felé. Történeti vizsgálatai alapján ellenezte, hogy a polgári házasságot tegyék a házassági jog kötelező alapjává (1894. évi XXXI. tv.). Történeti kutatásai kiterjedtek az öröklés jogi természetének és múltjának feltárására is, s síkra szállt az ősiségig visszavezethető, az örökhagyó szüleivel és szülői leszármazóival (azaz testvéreivel) szemben a házastársnak kedvező ági öröklés fenntartása ellen. E kérdésekben heves jogértelmezési vitákat folytatott két pályatársával, Timon Ákossal és Roszner Ervinnel.
A jog sok más részterületével is foglalkozott, egyebek mellett polgári joggal (házasság felbontása, elbirtoklás, végrehajtási eljárás, szerzői jog) és büntetőjoggal (törvényi tényállás, bizonyítás, büntetőeljárás), de az ügyvédi szakvizsga szerkezeti átalakítása is foglalkoztatta.
A katolikus papság elkeresztelési gyakorlata – ti. hogy a törvényrendeletek ellenére katolikusnak keresztelték a más felekezetű szülő azonos nemű gyermekét is – az 1890-es években belpolitikai viharhoz vezetett, s Kováts javaslatot tett a helyzet jogi orvoslására. Ennek folyományaként szakértőnek kérték fel az 1894–1895-ben elfogadott, állam és egyház szétválasztásáról szóló egyházpolitikai törvények előkészítésében, melynek során az egyházi autonómia megőrzését tartotta szem előtt. A későbbi években, 1899-től királyi tanácsosi címmel részt vett a polgári törvénykönyv – mindvégig tervezetben maradt – előkészítő munkálataiban és több vallásügyi törvény kidolgozásában. A Wlassics Gyula vallás- és közoktatásügyi miniszter kezdeményezésére a századfordulón kibontakozó oktatási reform konzervatív alapokra helyezkedő ellenzője volt, s a fővárosi egyetem jogi karán mozgalmat indított a kar autonómiájának megőrzése és a reformtervezetek elutasítása érdekében.
Könyvei mellett szakcikkei a Jogtudományi Közlöny, a Magyar Igazságügy folyóiratokban, valamint a Pester Lloyd és a Nemzet napilapokban jelentek meg.

## Társasági tagságai és elismerései
A Magyar Tudományos Akadémia levelező tagja volt 1884-től, majd 1920-ban rendes tagnak választották.

## Főbb művei
- A birtok-elméletekről. In: Jogtudományi Közlöny 1871
- Az írói és művészi tulajdonjog. Budapest, Pfeifer, 1879, 84 p.
- Törvénytervezet a polgári házasságról. Budapest, 1881
- A keresztény–zsidó házasságról szóló törvényjavaslat. Budapest, 1881
- Felelet Sztehlo Kornél úr kritikájára. Budapest, 1883
- A házasságkötés Magyarországon egyházi és polgári jog szerint, tekintettel törvényhozásunk feladatára: Közönséges egyházi és hazai kútfők nyomán. Budapest, Eggenberger, 1883, 328 p. Online
- Szilágyi Márton tanítása az eljegyzésről 1690-ben. Budapest, Magyar Tudományos Akadémia, 1885, 68 p. (Akadémiai székfoglalója)
- A párbér jogi természete. Budapest, Pallas, 1886, 207 p.
- Felelet báró Roszner Ervin »Régi magyar házassági jog« cimű munkájára. Budapest, Pallas, 1887, 53 p.
- Az utolsó két egyházpolitikai törvényjavaslat. Budapest, Révai, 1894, 86 p.
- A jogi vizsgák reformja. Budapest, Magyar Jogászegylet, 1902, 44 p.
- Hajnik Imre r. tag emlékezete. Budapest, Magyar Tudományos Akadémia, 1916

## További irodalom
- Szladits Károly: Keveházi Kováts Gyula r. tag emlékezete. Budapest, Magyar Tudományos Akadémia, 1944, 21 p.
- Mikszáth Kálmán 1887-es karcolata a Kováts–Roszner–Timon-féle egyházjogi triász vetélkedéséről Archiválva 2009. augusztus 26-i dátummal a Wayback Machine-ben
- Hamza Gábor: Emlékezés Kováts Gyulára (1849-1935), a Magyar Tudományos Akadémia rendes tagjára.  https://web.archive.org/web/20170414081115/http://mta.hu/ix-osztaly/jubileumi-megemlekezesek-106146